# Yuezhi
Yuezhi – lud koczowniczy pochodzenia indoeuropejskiego, który ok. 130 p.n.e. zajął Baktrię i założył w niej państwo, przekształcone następnie w Królestwo Kuszanów.

## Historia

Migracja Yuezhi na przestrzeni lat

Pierwsze pewne wzmianki na temat Yuezhi pochodzą z III w. p.n.e. Według Sima Qiana ich pierwotnym terytorium były tereny dzisiejszej prowincji Gansu. Stamtąd sprawowali oni kontrolę nad większą częścią równiny mongolskiej, być może Dżungarią, terenami na północ od Tienszanu, gdzie mieszkało plemię Wusun, basenem Tarymu i górnym biegiem Huang He. Pozycji Yuezhi, jako dominującej potęgi Azji Środkowej pod koniec III wieku p.n.e., zagrozili Xiongnu. Pokonał ich wtedy nowy shanyu Xiongnu, Maodun (209–174 p.n.e.). Kolejną klęskę z jego ręki ponieśli oni w 176 p.n.e., a w 174 i 162 p.n.e. pokonał ich syn Maoduna, Laoshang (174–160 p.n.e.) W rezultacie Yuezhi rozpoczęli migrację w kierunku Azji Środkowej, chociaż niewielka ich część pozostała na miejscu, pośród podlegających niegdyś Yuezhi plemion Qiang. Odtąd byli oni nazywani przez Chińczyków Małymi Yuezhi (Xiao Yuezhi), w odróżnieniu od Wielkich Yuezhi (Da Yuezhi), jak zaczęto nazywać grupę, która udała się na zachód. W Azji Środkowej Yuezhi zostali pokonani przez Wusunów i musieli się udać na południe, w kierunku Sogdiany i Baktrii. W trakcie swojej wędrówki pchnęli oni na południe wielkie masy Saków, które w latach ok. 145 – ok. 130 p.n.e. zalały Królestwo Greko-Baktryjskie. 
Ok. roku 128 p.n.e. wysłannik cesarza Wudi (140-87 p.n.e.), Zhang Qian, odnalazł wodza Yuezhi w obozie nad Amu-Darią, jednak jego oferta przymierza przeciwko Xiongnu została odrzucona. Yuezhi są często identyfikowani z Tocharami, którzy według Strabona mieli podbić Baktrię i Sogdianę. Jeśli ta identyfikacja jest prawidłowa (co jest jednak kwestią sporną), to w roku 124 lub 123 p.n.e. Yuezhi pokonali i zabili króla Partów Artabanusa I (127–124/123 p.n.e.), ponieważ według Justynusa zrobili to Tocharowie. Niemniej na początku I w. p.n.e. Partowie przedsięwzięli ofensywę w kierunku wschodnim i zajęli Arię, Margianę i być może rejon dzisiejszego Meszhedu. Według „Księgi Późniejszych Hanów” po zajęciu Baktrii Yuezhi podzielili zajęte terytorium pomiędzy pięciu xihou (co jest chińską transkrypcją środkowoazjatyckiego tytułu jabgu). Państwo Da Yuezhi stanowiło zatem konfederację pięciu plemion. Jednym z tych plemion byli Kuszanowie. Z późniejszego okresu zachowały się liczne monety niejakiego Herausa (ok. 1-30 n.e.), który nazywał siebie władcą Kuszanów. Zgodnie z „Księgą Późniejszych Hanów” ponad sto lat po podboju Baktrii „xihou Guishuang [tj. Kuszanów], Qiujiu Que [tj. Kudzula Kadfizes], napadł na pozostałych czterech xihou. Sam mianował się królem. Jego królestwo nazywało się Guishuang [tj. Królestwo Kuszanów]”. Kudzula Kadfizes (ok. 30 – ok. 80) był według wszelkiego prawdopodobieństwa następcą Herausa. Dalsza historia Yuezhi to dzieje Królestwa Kuszanów, w którym zjednoczonych zostało pięć plemion konfederacji Da Yuezhi.

## Tożsamość etniczna Yuezhi
Kwestia pochodzenia Yuezhi jest przedmiotem kontrowersji wśród naukowców. Część z nich uważa, że Yuezhi byli odłamem Tocharów, ludu mówiącego językiem indoeuropejskim należącym do grupy kentum, a nie satem, jak sąsiednie ludy irańskie, który znamy niemal wyłącznie z fragmentów pism buddyjskich napisanych po tocharsku, powstających od VI wieku n.e. Argumentują oni, iż wędrówka Yuezhi opisana w źródłach chińskich odpowiada wędrówce ludu nazywanego przez autorów klasycznych Tocharami, zaś kilka wieków po najeździe Yuezhi Baktria zaczęła być nazywana Tocharystanem. Z kolei Ujgurzy nazywali Indoeuropejczyków z Turkiestanu Chińskiego twγry, w związku z czym tenże lud utożsamia się z Tocharami ze źródeł klasycznych i tak właśnie nazywa. Przeciwnicy tej tezy zauważają, że źródła chińskie nie wspominają o podboju Baktrii przez Yuezhi, lecz jedynie o tym, iż przebywali oni na jej terenie, przy tym nie jest wcale jasne czy chińskie Daxia należy utożsamiać z Baktrią. Jeżeli uznać Daxia za transkrypcję Tochara, jak czasem czynią zwolennicy pierwszej koncepcji, to wtedy Sima Qian pisałby o podboju Tocharystanu przez Tocharów, co brzmi raczej dziwnie. Dlatego lepiej uważać Yuezhi za odłam irańskich Saków i wiązać ich z wykopaliskami w Pazyryku oraz „Scytami”, którzy według Herodota już w VII wieku p.n.e. mieszkali na wschód od dzisiejszej południowej Rosji. Jeszcze inna grupa historyków uważa, że Yuezhi byli Kuszanami. Wtedy jednak niezrozumiałym staje się dlaczego Chińczycy używali innych znaków na oznaczenie Yuezhi i Kuszanów.